# Irina Demick
Irina Demick est une actrice française, naturalisée américaine, née le 16 octobre 1936 à Pommeuse (Seine-et-Marne) et morte le 8 octobre 2004 à Indianapolis (États-Unis).

## Biographie
D'origine russe, Irina Demick fait ses études à Coulommiers (Seine-et-Marne) avant de gagner Paris avec l'ambition de devenir dessinatrice de mode. Sa silhouette la fait remarquer par un couturier qui lui offre un poste de mannequin. 
Ses nombreuses photos de mode attirent l'attention du producteur Darryl Zanuck, patron de la Twentieth Century Fox, qui lui propose le rôle d'une jeune résistante française dans Le Jour le plus long. Lors du tournage du Clan des Siciliens, en 1969, Zanuck, dont elle est la compagne de l'époque, l'impose  alors qu'aucun rôle n'a été écrit pour elle.
Mariée avec un industriel suisse dans les années 1970, elle vit à Rome. Elle a une fille, Marie-Emmanuelle.

## Mort
Irina Demick meurt d'un cancer du sein à l'âge de 67 ans le 8 octobre 2004 à Indianapolis.

## Filmographie
- 1959 : Julie la Rousse de Claude Boissol
- 1962 : Le Jour le plus long (The Longest Day) de Ken Annakin : Janine Boitard
- 1963 : OSS 117 se déchaîne d'André Hunebelle : Lucia
- 1964 : La Rancune (The Visit) de Bernhard Wicki : Anya
- 1964 : Un monsieur de compagnie de Philippe de Broca : Nicole
- 1965 : Le Jour d'après (Up from the Beach) de Robert Parrish : Lili Rolland
- 1965 : Ces merveilleux fous volants dans leurs drôles de machines (Those Magnificent Men in their Flying Machines) de Ken Annakin : Brigitte / Ingrid / Marlène / Françoise / Yvette / Betty
- 1965 : La Métamorphose des cloportes de Pierre Granier-Deferre : Catherine Verdier
- 1966 : Grec cherche Grecque (de) (Grieche sucht Griechin) de Rolf Thiele : Chloé Saloniki
- 1967 : Coup de force à Berlin de Sergio Grieco : Sylvie Meynard
- 1968 : Prudence et la pilule (Prudence and the Pill) de Fielder Cook et Ronald Neame : Elizabeth Brett
- 1969 : Le Clan des Siciliens de Henri Verneuil : Jeanne Manalese
- 1969 : Pleins Feux sur l'archange (L’arcangelo) de Giorgio Capitani : Tarocchi Roda
- 1969 : Le Canon de la dernière chance (Porta del cannone) de Leopoldo Savona : Rada Kálmán
- 1970 : Les Mantes religieuses (Die Weibchen) de Zbyněk Brynych : Anna
- 1970 : Quella chiara notte d'ottobre de Massimo Franciosa : Arianna
- 1971 : Goya, l'histoire d'une solitude (Goya, historia de una soledad) de Nino Quevedo (ca) : Duchesse d'Alba
- 1972 : Le Manoir aux filles (Ragazza tutta nuda assassinata nel parco) d'Alfonso Brescia : Magda Wallenberger
- 1972 : Estratto dagli archivi segreti della polizia di una capitale europea de Riccardo Freda : La mère de Bill